# Finala Campionatului Mondial al Cluburilor FIFA 2010
Finala Campionatului Mondial al Cluburilor FIFA 2010 a fost ultimul meci de la Campionatul Mondial al Cluburilor FIFA 2010. Meciul a avut loc pe Stadionul Sheikh Zayed, Abu Dhabi, pe 18 decembrie 2010 și i-a pus față în față pe campionii din Europa, Internazionale și pe cei din Africa TP Mazembe. Pentru prima oară o echipă din afara Europei sau a Americii de Sud juca final.
Inter a câștigat finala învingându-i cu 3-0 pe cei de la TP Mazembe. Goran Pandev și Samuel Eto'o au marcat două goluri în prima repriză înainte ca Jonathan Biabiany să marcheze cel de-al treilea gol și să asigure primul titlu celor de la Internazionale.

## Meci

### Detalii
| TP Mazembe | 0 – 3  | Internazionale                    |
| ---------- | ------ | --------------------------------- |
|            | Raport | Pandev 13' Eto'o 17' Biabiany 85' |

| TP Mazembe | Internazionale |

| TP Mazembe:    |    |                    |     |     |
|                |    |                    |     |     |
| P              | 1  | Muteba Kidiaba     |     |     |
| F              | 2  | Joël Kimwaki       |     |     |
| F              | 3  | Kiritsho Kasusula  | 84' |     |
| F              | 4  | Miala Nkulukutu    |     |     |
| F              | 11 | Milota Kabangu     |     |     |
| M              | 13 | Bedi Mbenza        | 43' |     |
| M              | 15 | Dioko Kaluyituka   | 12' | 90' |
| M              | 20 | Mihayo Kazembe (c) |     |     |
| A              | 10 | Given Singuluma    |     |     |
| A              | 24 | Narcisse Ekanga    | 33' |     |
| A              | 27 | Kasongo Ngandu     |     | 46' |
| Schimbări:     |    |                    |     |     |
| M              | 8  | Ndonga Mianga      |     | 90' |
| A              | 6  | Déo Kanda A Mukok  |     | 46' |
| Antrenor:      |    |                    |     |     |
| Lamine N'Diaye |    |                    |     |     |

| Internazionale: |    |                    |     |     |
|                 |    |                    |     |     |
| P               | 1  | Júlio César        |     |     |
| F               | 13 | Maicon             |     |     |
| F               | 6  | Lúcio              |     |     |
| F               | 2  | Iván Córdoba       |     |     |
| F               | 26 | Cristian Chivu     |     | 54' |
| M               | 4  | Javier Zanetti (c) |     |     |
| M               | 19 | Esteban Cambiasso  |     |     |
| M               | 8  | Thiago Motta       | 79' | 87' |
| A               | 9  | Samuel Eto'o       |     |     |
| A               | 22 | Diego Milito       |     | 70' |
| A               | 27 | Goran Pandev       |     |     |
| Schimbări:      |    |                    |     |     |
| M               | 5  | Dejan Stanković    |     | 54' |
| M               | 17 | McDonald Mariga    |     | 87' |
| A               | 88 | Jonathan Biabiany  |     | 70' |
| Antrenor:       |    |                    |     |     |
| Rafael Benitez  |    |                    |     |     |

| Arbitrii asistenți: Toru Sagara Toshiyuki Nagi Arbitrul de rezervă: Victor Carrillo |

### Statistici
|                   | TP Mazimbe | Internazionale |
| ----------------- | ---------- | -------------- |
| Goluri marcate    | 0          | 3              |
| Total șuturi      | 16         | 9              |
| Șuturi pe poartă  | 5          | 6              |
| Posesia mingii    | 44%        | 56%            |
| Cornere           | 2          | 0              |
| Faulturi comise   | 21         | 9              |
| Offsides          | 4          | 1              |
| Cartonașe galbene | 4          | 1              |
| Cartonașe roșii   | 0          | 0              |